# ARIA Charts
ARIA Charts – strona internetowa, na której publikowane są australijskie listy przebojów. Certyfikaty przyznawane są przez Australian Recording Industry Association. Listy skupiają najlepiej sprzedających się artystów i nagrania z różnych stylów muzycznych w Australii. Publikacja funkcjonuje od 26 czerwca 1988. Wcześniej (od lata 1983) ARIA prowadziła Kent Music Report (również skupiający najpopularniejsze nagrania i artystów), później przemianowany na Australian Music Report, który przestał być publikowany w 1999.

## Listy
- Top 50 Singles
- Top 50 Albums
- Top 40 najlepiej sprzedających się muzycznych DVD
- Top 50 najlepiej sprzedających się singli (wydanych w wersji tradycyjnej)
- Top 50 najlepiej sprzedających się albumów (wydanych w wersji tradycyjnej)
- Top 40 najlepiej sprzedających się utworów cyfrowych
- Top 40 najlepiej sprzedających się wydawnictw niezależnych
- Top 20 najlepiej sprzedających się wydawnictw w stylu dance
- Top 20 najlepiej sprzedających się wydawnictw w stylu country
- Top 50 najlepiej sprzedających się wydawnictw zarejestrowanych DJ-ów
- całoroczne zestawienie Top 100 najlepszych wydawnictw muzycznych wraz z komentarzem